# Sonda hidrofílica
La sonda hidrofílica incorpora una cubierta con una composición especial que absorbe y retiene el agua, adquiriendo una estructura muy suave y deslizante.
La sonda hidrofílica se caracteriza por su osmolaridad. La osmolaridad juega una parte decisiva en la retención de agua de la sonda mientras el paciente se sonda y por lo tanto en el nivel de fricción. Si la osmolaridad es demasiado baja, la sonda tiende a perder agua, habrá demasiada fricción y aumentará el riesgo de pegado. Esto, a su vez, puede aumentar el riesgo de microtraumas y complicaciones asociadas. Lo ideal es que la osmolaridad de la sonda hidrofílica esté equilibrada, es decir, que se asemeje a la de la orina humana (600-1200 mOsm/kg) .